# Chinnawet Kanchallee
Chinnawet Kanchallee (ur. 6 października 1995) – tajski zapaśnik w stylu klasycznym.
Dwukrotny medalista igrzysk Azji Południowo-Wschodniej: srebrny w 2011, brązowy w 2013.
Uczestnik mistrzostw świata i Azji juniorów i kadetów.